# Obrenović
La Casata degli Obrenović governò la Serbia dal 1815 al 1842 e dal 1858 al 1903. Assunsero il potere a seguito della guida della prima e della seconda rivolta serba contro l'Impero ottomano, che sancirono la nascita della Serbia. I sovrani usarono tendenzialmente un potere dittatoriale, così che contribuirono nel corso degli anni ad alienarsi le simpatie del popolo.
La famiglia perse la guida dello stato quando un movimento segreto sovversivo chiamato Mano Nera uccise l'ultimo sovrano Alessandro I. In tal modo alla guida della Serbia, eretta a monarchia costituzionale, salì la Casata dei Karađorđević.

## Sovrani
- Miloš I (1815-1839, 1858-1860)
- Milan I (III) (13 giugno, 1839 - 9 luglio, 1839)
- Michele I (Mihailo) (9 luglio 1839 - 6 settembre 1842 e 26 settembre 1860 - 10 luglio 1868)
- Milan II (IV) (11 luglio, 1868 - 6 marzo, 1889)
- Alessandro I (1889-1903)

## Altri membri della famiglia
- Natalija Obrenović, moglie di Milan Obrenović IV.
- Nikola, Principe del Montenegro, figlio del fratello di Miloš Obrenović I